# Ville-en-Sallaz
Ville-en-Sallaz és un municipi francès situat al departament de l'Alta Savoia i a la regió d'Alvèrnia-Roine-Alps. L'any 2016 tenia 889 habitants.

## Demografia

### Població
El 2007 la població de fet de Ville-en-Sallaz era de 678 persones. Hi havia 268 famílies de les quals 76 eren unipersonals (24 homes vivint sols i 52 dones vivint soles), 68 parelles sense fills, 108 parelles amb fills i 16 famílies monoparentals amb fills.
La població ha evolucionat segons el següent gràfic:
Habitants censats

### Habitatges
El 2007 hi havia 305 habitatges, 273 eren l'habitatge principal de la família, 16 eren segones residències i 16 estaven desocupats. 228 eren cases i 73 eren apartaments. Dels 273 habitatges principals, 200 estaven ocupats pels seus propietaris, 65 estaven llogats i ocupats pels llogaters i 8 estaven cedits a títol gratuït; 1 tenia una cambra, 23 en tenien dues, 39 en tenien tres, 79 en tenien quatre i 131 en tenien cinc o més. 250 habitatges disposaven pel capbaix d'una plaça de pàrquing. A 104 habitatges hi havia un automòbil i a 152 n'hi havia dos o més.

### Piràmide de població
La piràmide de població per edats i sexe el 2009 era:
| Homes | Edats   | Dones |
| ----- | ------- | ----- |
| 0     | 95 o +  | 0     |
| 0     | 90 a 94 | 0     |
| 8     | 85 a 89 | 8     |
| 4     | 80 a 84 | 4     |
| 4     | 75 a 79 | 12    |
| 4     | 70 a 74 | 12    |
| 8     | 65 a 69 | 12    |
| 4     | 60 a 64 | 4     |
| 12    | 55 a 59 | 12    |
| 36    | 50 a 54 | 32    |
| 24    | 45 a 49 | 20    |
| 28    | 40 a 44 | 24    |
| 32    | 35 a 39 | 44    |
| 32    | 30 a 34 | 20    |
| 16    | 25 a 29 | 28    |
| 16    | 20 a 24 | 4     |
| 12    | 15 a 19 | 36    |
| 32    | 10 a 14 | 20    |
| 28    | 5 a 9   | 28    |
| 40    | 0 a 4   | 20    |

## Economia
El 2007 la població en edat de treballar era de 470 persones, 358 eren actives i 112 eren inactives. De les 358 persones actives 343 estaven ocupades (192 homes i 151 dones) i 15 estaven aturades (6 homes i 9 dones). De les 112 persones inactives 40 estaven jubilades, 38 estaven estudiant i 34 estaven classificades com a «altres inactius».

### Ingressos
El 2009 a Ville-en-Sallaz hi havia 269 unitats fiscals que integraven 680,5 persones, la mediana anual d'ingressos fiscals per persona era de 23.476 €.

### Activitats econòmiques
Dels 23 establiments que hi havia el 2007, 8 eren d'empreses de construcció, 6 d'empreses de comerç i reparació d'automòbils, 2 d'empreses d'hostatgeria i restauració, 2 d'empreses immobiliàries, 4 d'empreses de serveis i 1 d'una entitat de l'administració pública.
Dels 14 establiments de servei als particulars que hi havia el 2009, 4 eren tallers de reparació d'automòbils i de material agrícola, 1 paleta, 1 guixaire pintor, 3 fusteries, 3 lampisteries, 1 electricista i 1 restaurant.
L'únic establiment comercial que hi havia el 2009 era una botiga de menys de 120 m².
L'any 2000 a Ville-en-Sallaz hi havia 8 explotacions agrícoles.

## Equipaments sanitaris i escolars
El 2009 hi havia una escola elemental.

## Poblacions properes
El següent diagrama mostra les poblacions més properes.